# Bécourt
Bécourt é uma comuna francesa na região administrativa de Altos da França, no departamento de Pas-de-Calais. Estende-se por uma área de 6,03 km². Em 2010 a comuna tinha 276 habitantes (densidade: 45,8 hab./km²).